# پیتر واتس (مدیر جاده)
پیتر واتس (انگلیسی: Peter Watts؛ ۱۶ ژانویهٔ ۱۹۴۶ – ۲ اوت ۱۹۷۶) مدیر جاده و مهندس صدای بریتانیایی بود که با گروه راک پینک فلوید کار می‌کرد.